# 참치월드
《참치월드》는 어어부 프로젝트의 첫 EP 음반이자, 통산 네 번째 정규 음반이다.

## 음반
음반은 총 세 트랙으로 이루어져 있다. 2번 트랙 "기사식당"에는 한대수가 객원보컬로 참여했다.

## 수록곡

### CD
| #  | 제목         | 재생 시간 |
| -- | ------------ | --------- |
| 1. | 〈국산시민〉 | 3:12      |
| 2. | 〈기사식당〉 | 2:48      |
| 3. | 〈안성철씨〉 | 7:50      |